# Alexarasniinae
Alexarasniinae – wymarła podrodzina owadów z rzędu nogoprządek i rodziny Alexarasniidae. Jej zapis kopalny pochodzi z późnego permu (lopingu), a skamieniałości znajdowane są na terenie Rosji.
Małe owady, współcześnie znane wyłącznie z odcisków skrzydeł. Długość wydłużonego przedniego skrzydła wynosiła od 9,7 do 12 mm. Żyłki radialna, medialna i przednia kubitalna rozwidlały się już blisko nasady, a ta ostatnia dawała od 6 do 8 odgałęzień zajmujących dużą część powierzchni skrzydła i sięgających prawie do jego wierzchołka. Część z odgałęzień przedniej żyłki kubitalnej przyjmowało formę zapętlonych, falistych żyłek otokowych, biegnących z dala od krawędzi skrzydła. 
Rodzinę Alexarasniidae wprowadził do taksonomii w 2011 roku Andriej Gorochow, a podrodzinę Alexarasniinae wydzielił w 2015 Dimitrij Szczerbakow. Należą doń dwa monotypowe rodzaje: 
- Alexarasnia Gorochov, 2011
- Nikolembia Shcherbakov, 2015